# Гесслер, Отто
О́тто Карл Ге́сслер (нем. Otto Karl Geßler; 6 февраля 1875, Людвигсбург, Германия — 24 марта 1955, Линденберг-им-Альгой, Германия) — немецкий политик, член Немецкой демократической партии, министр обороны Веймарской республики с 1920 по 1928 год.

## Ранние годы
Родился 6 февраля 1875 года в небольшом городке земли Вюртемберг в католической семье унтер-офицера Отто Гесслера и его жены Каролины. В 1893—1900 годах изучал юриспруденцию в Эрлангене, Тюбингене и Лейпциге с годичным перерывом на военную службу (1898—1899) в Вюртембергской армии. В 1900 году с отличием защитил диссертацию, получив степень доктора права в Эрлангенском университете. В 1903 году выдержал второй государственный экзамен, после чего работал в ведомствах юстиции Лейпцига и Мюнхена. Служил также государственным адвокатом окружного суда Штраубинга и судьей торгово-промышленного суда Мюнхена. В 1903 году женился на Марии Хельмшротт.

## Политическая карьера
В 1910 году Гесслер был избран бургомистром Регенсбурга, а в 1913 году — обербургомистром Нюрнберга и оставался в этой должности до 1919 года. В Первой мировой войне не принимал активного участия по состоянию здоровья.
В 1918 году стал одним из учредителей Немецкой демократической партии. 25 октября 1919 года занял должность министра восстановления в кабинете министров Густава Бауэра. Не был убежденным сторонником Веймарской республики и называл себя просто «благоразумным республиканцем».
27 марта 1920 года после подавления Капповского путча назначен министром обороны Германской республики. Оставался на этой должности в течение восьми лет, пережив 13 смен кабинета министров. В роли министра обороны не контролировал армию единолично, но в сотрудничестве с командующим сухопутными войсками Хансом фон Сектом способствовал модернизации рейхсвера.
В 1923 году в ходе Рурского конфликта рейхспрезидент Фридрих Эберт по предложению рейхсканцлера Густава Штреземана ввёл в стране с 26 сентября чрезвычайное положение, в связи с чем Гесслер и фон Сект были наделены исключительными полномочиями. Геслер поддержал «Чёрный рейхсвер», существование которого впоследствии он постоянно отрицал.
С 23 октября по 5 декабря 1925 года исполнял обязанности министра внутренних дел.
В январе 1927 года НДП отказалась от участия в правой коалиции рейхсканцлера Вильгельма Маркса. В ответ на это Гесслер покинул партию и остался в кабинете министров. Однако 19 января 1928 года он был вынужден уйти в отставку в связи с обвинениями в финансовых нарушениях, якобы имевших место в ходе модернизации армии и флота.

## После отставки
В 1928—1933 годах Отто Гесслер занимал должности президента в «Комиссии по воинским захоронениям» и «Союзе за обновление рейха». В 1931—1933 годах был председателем «Общества немцев за рубежом». В 1931 году предпринял неудачную попытку возглавить министерство внутренних дел при рейхсканцлере Брюнинге.
В 1933 году по состоянию здоровья отошёл от дел и в Третьем рейхе никаких постов не занимал, проживая в Линденберге. Был членом группы немецкого Сопротивления во главе с Францем Шперром, контактировал с кружком Крейсау. Через 2 дня после провала заговора 20 июля был арестован и до 24 февраля 1945 года содержался в концлагере Равенсбрюк и тюрьмах Берлина.
В июле—сентябре 1945 года принимал участие в заседаниях баварского правительства, а также был госсекретарем баварской госканцелярии. В 1950—1955 годах был членом баварского сената.
В 1945—1949 годах принимал активное участие в деятельности гуманитарных организаций. В 1949 году стал председателем баварского Красного Креста, а с 1950 по 1952 год возглавлял общество Красного Креста в ФРГ.
Автор воспоминаний «Военная политика в веймарский период» («Reichswehrpolitik in der Weimarer Zeit»; опубликованы в 1958 году), которые в советской критике считались оправданием реваншизма и попыткой «обелить германскую военщину».

## Награды
- Почётный гражданин Линденберга (1952 год).